# پل گلینیکه

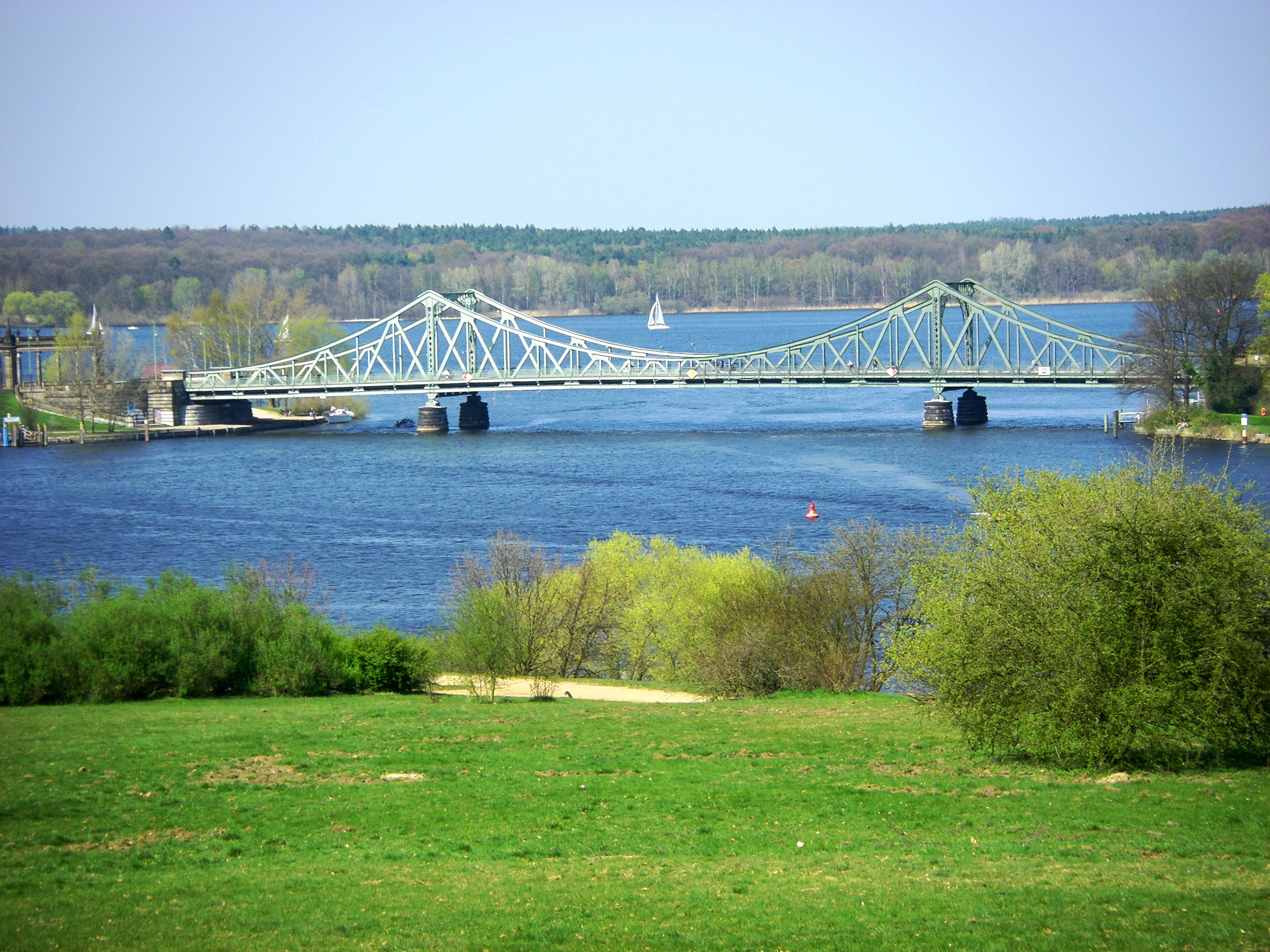
پل گلینیک اتصال پوتسدام و برلین از دید پارک ببلسبرگ

پل گلینیکه (آلمانی: Glienicker Brücke) یک پل بر روی رودخانه هاول در آلمان است که اتصال منطقه وانسی از برلین را با براندنبورگ مرکز پوتسدام برقرار می‌کند.
پل فعلی چهارمین پل در این محل است که در سال ۱۹۰۷ تکمیل شد. اگر چه به‌طور عمده پس از آن که در جریان جنگ جهانی دوم آسیب دیده بود بازسازی شد.
در طول جنگ سرد پل گلینیکه به عنوان مرز بین برلین غربی و شرق آلمان مورد استفاده قرار گرفت و چندین بار برای تبادل اسیر و جاسوسان بکار گرفته شد از این رو به عنوان پل جاسوس‌ها شناخته شده است.

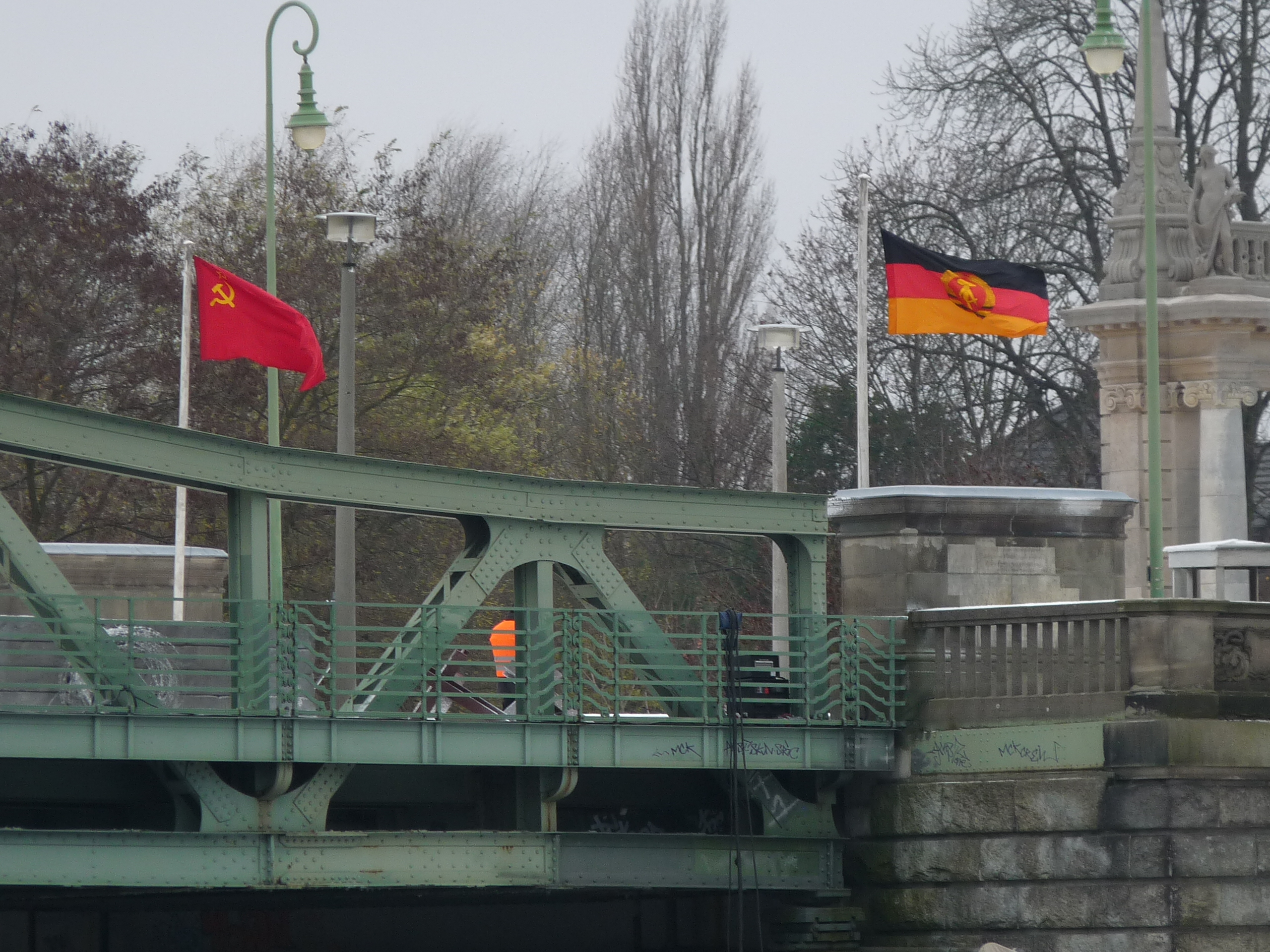
پل گلینیک در جریان فیلمبرداری پل جاسوس‌ها (۲۰۱۵)

در شب ۱۰ نوامبر ۱۹۸۹، یک روز پس از تخریب دیوار برلین، پل گلینیک برای عبور و مرور دوباره باز شد. استحکامات مرزی و موانع به عنوان بخشی از اتحاد دو آلمان در سال ۱۹۹۰ برچیده شد.
نام این پل از قصر گلینیکه گرفته شده است.

## محل
در فیلم پل جاسوس‌هابه کارگردانی استیون اسپیلبرگ و با بازی تام هنکس، از این پل برای تبادل زندانی به عنوان یک عنصر اصلی استفاده شد.

## نگارخانه

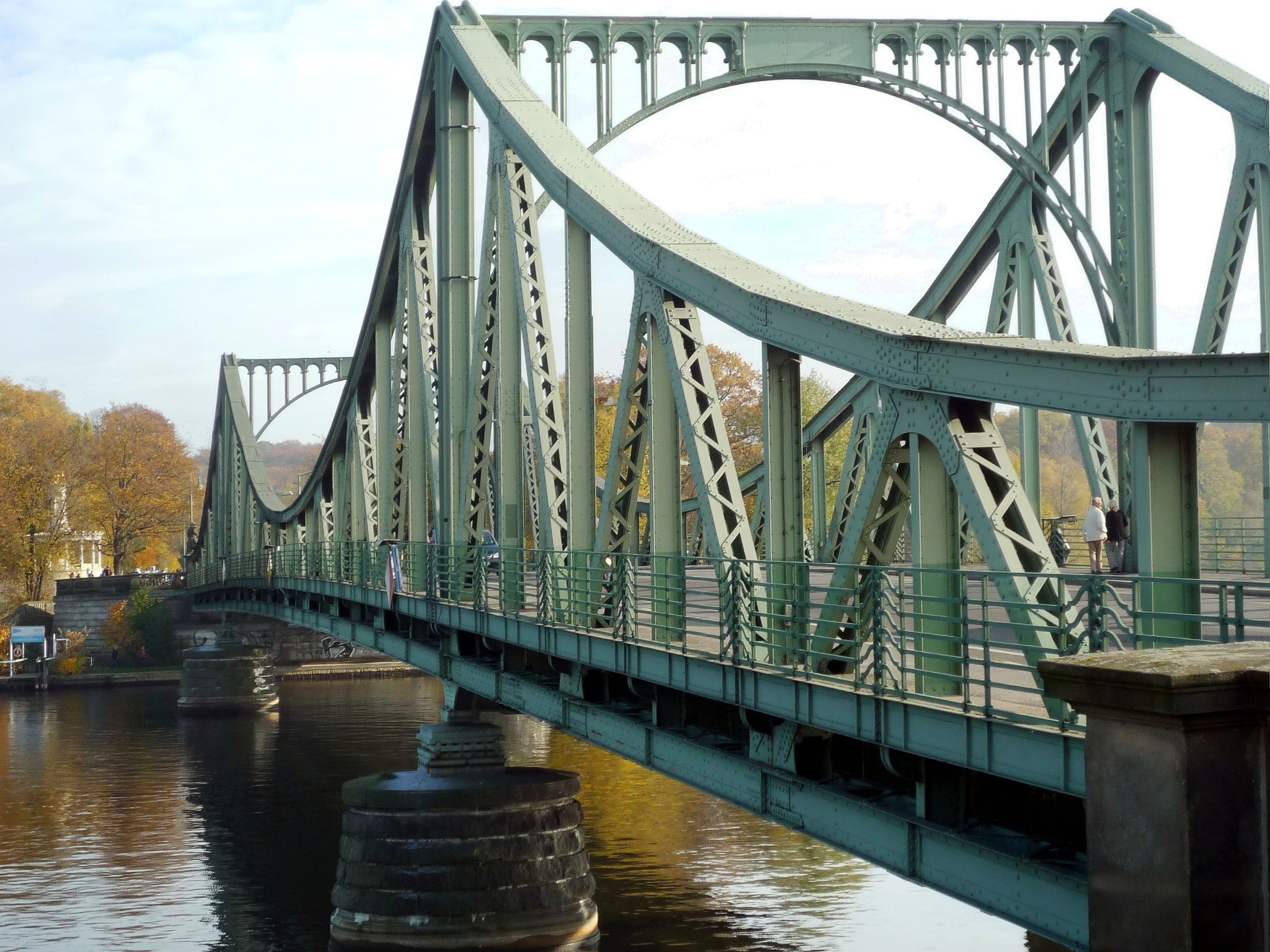
پل گلينيكه از سمت شرق
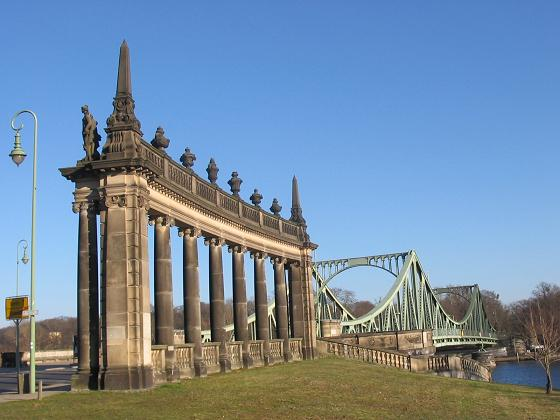
دید از پوتسدام
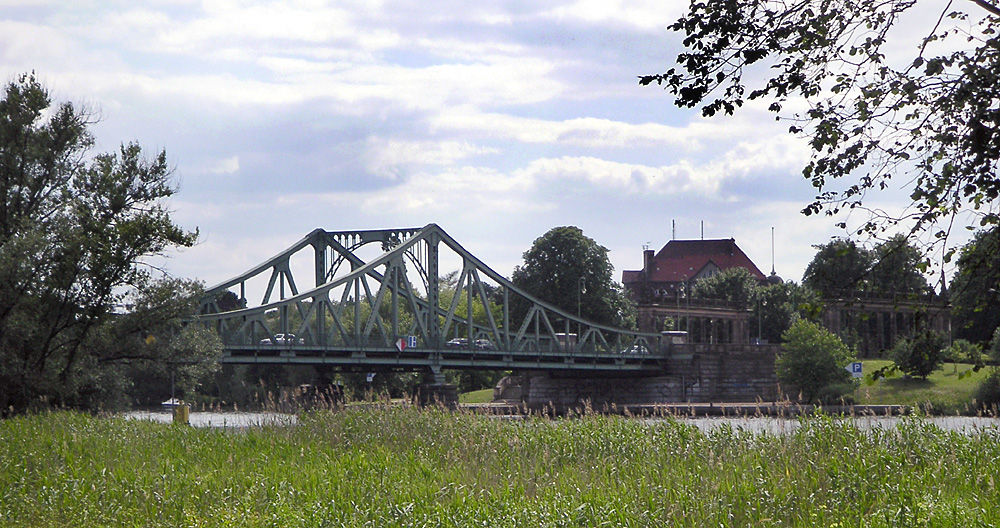
دید دیگری از پوتسدام
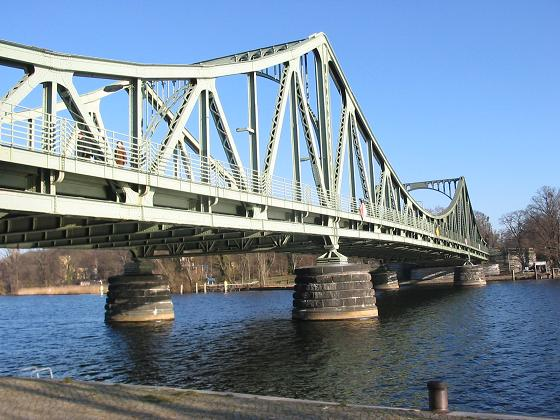
دید دیگری از پوتسدام از جانگفرنیس
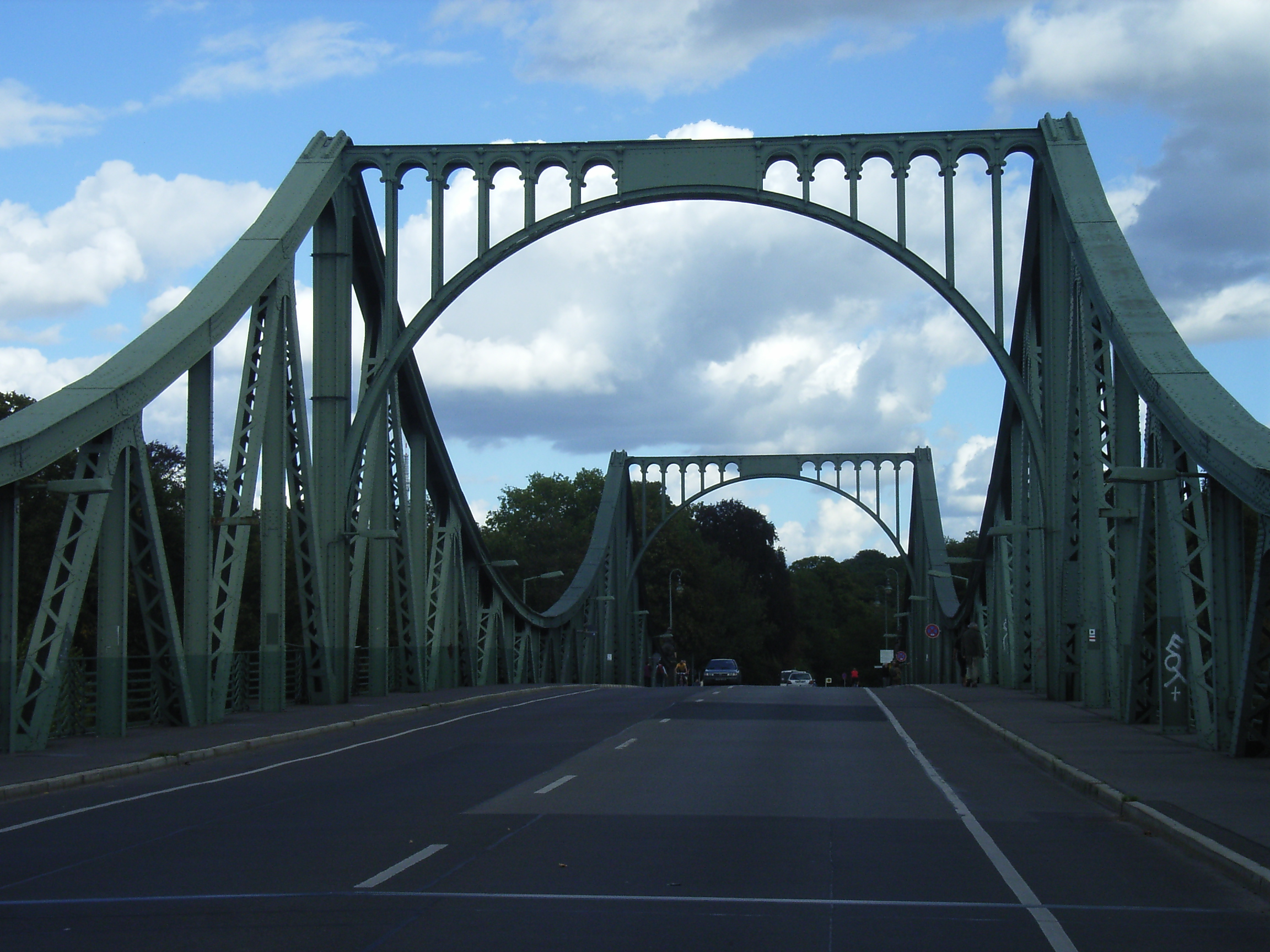
طاق‌ها
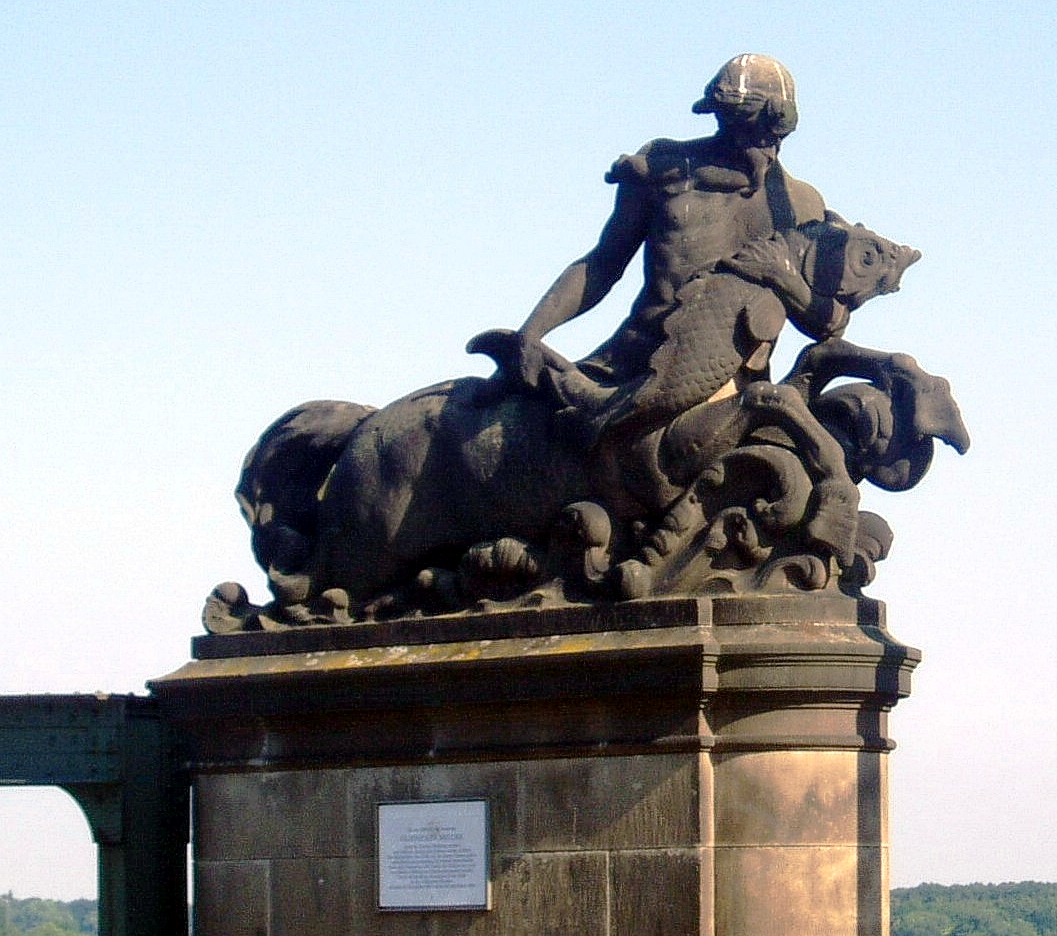
مجسمه ساخته شده توسط استفان والتر (۱۹۰۸)
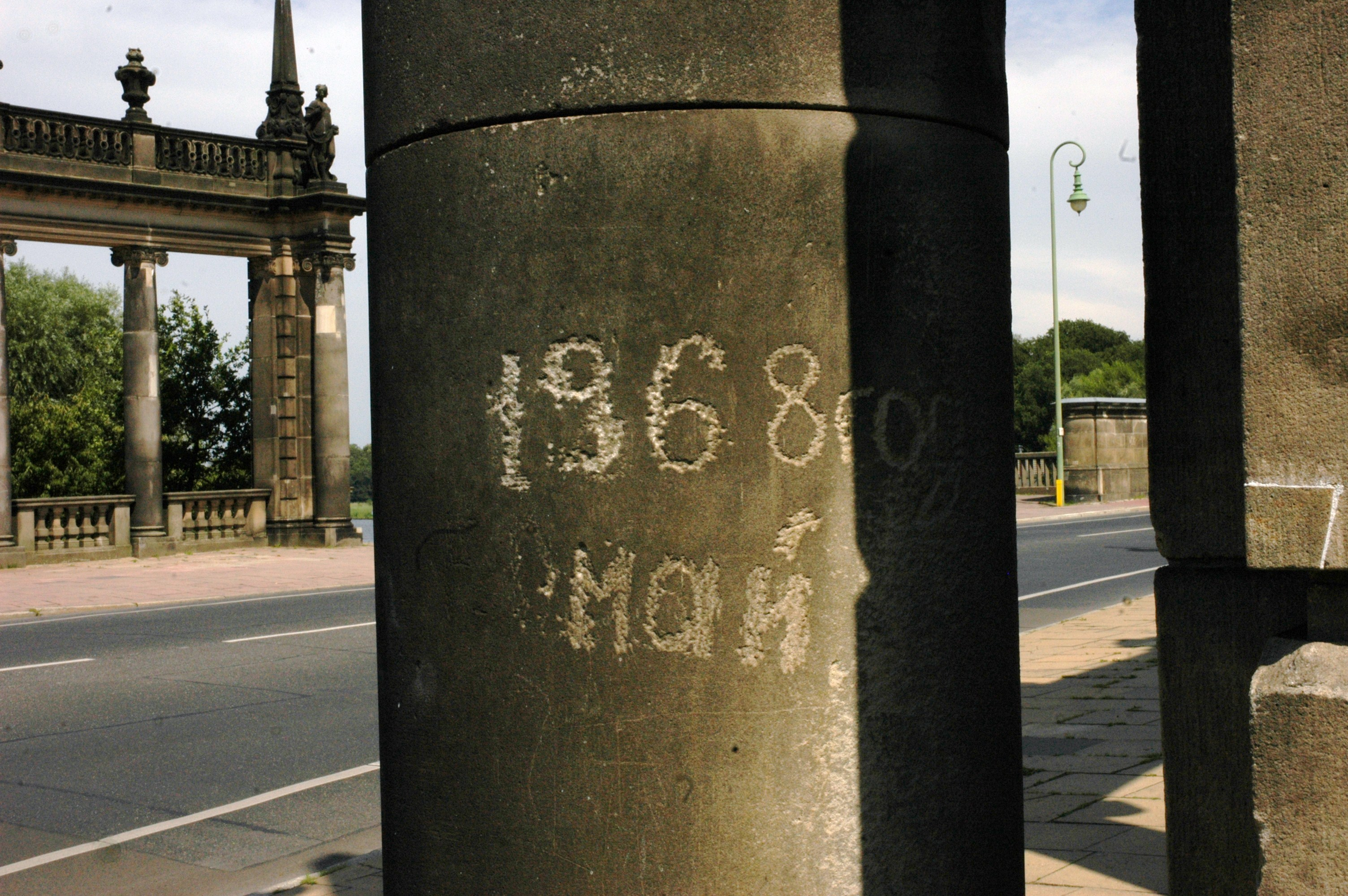
گرافیتی روسی ۱۹۶۸
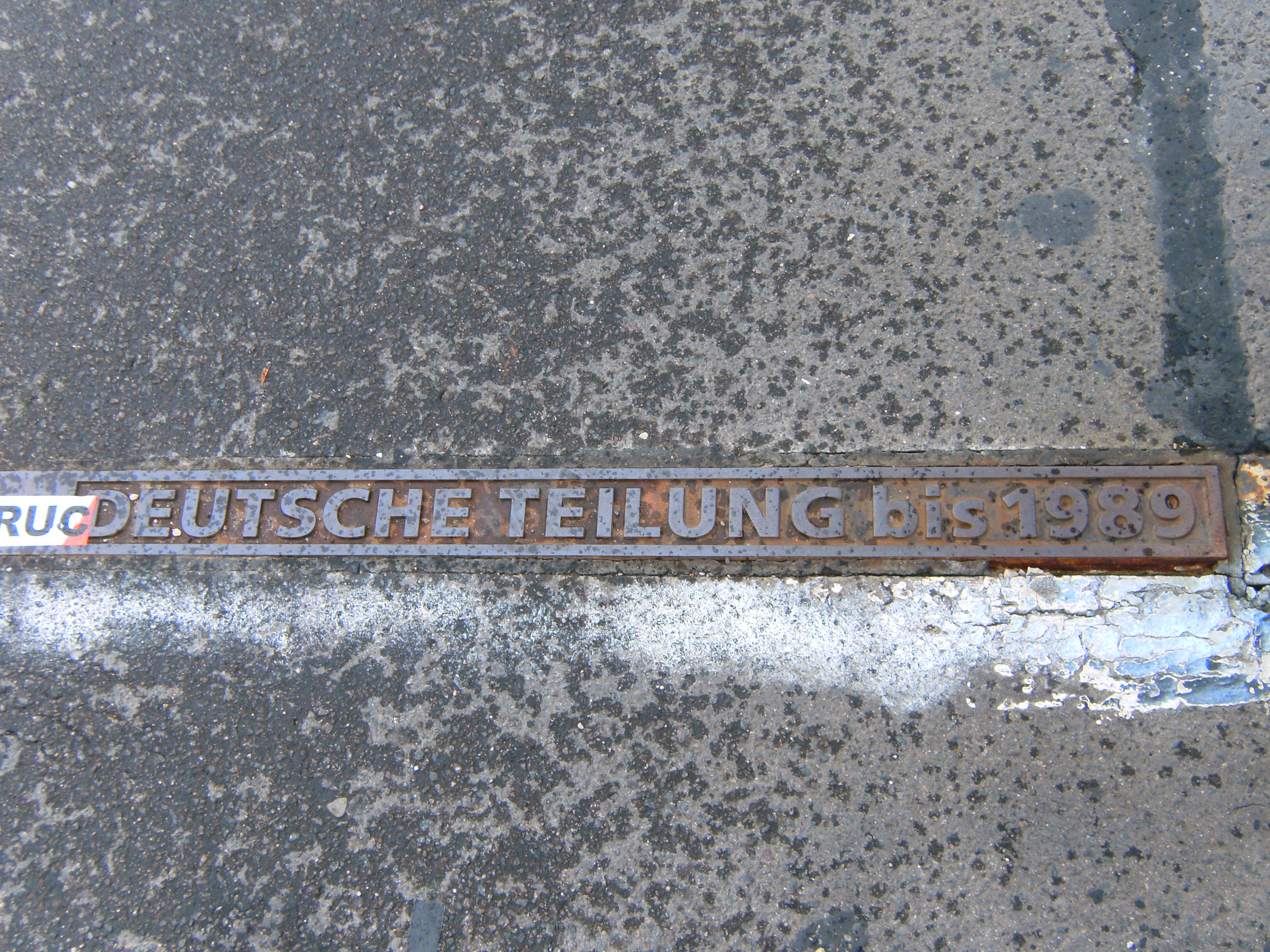
پلاک یادمان تقسیم آلمان تا سال ۱۹۸۹
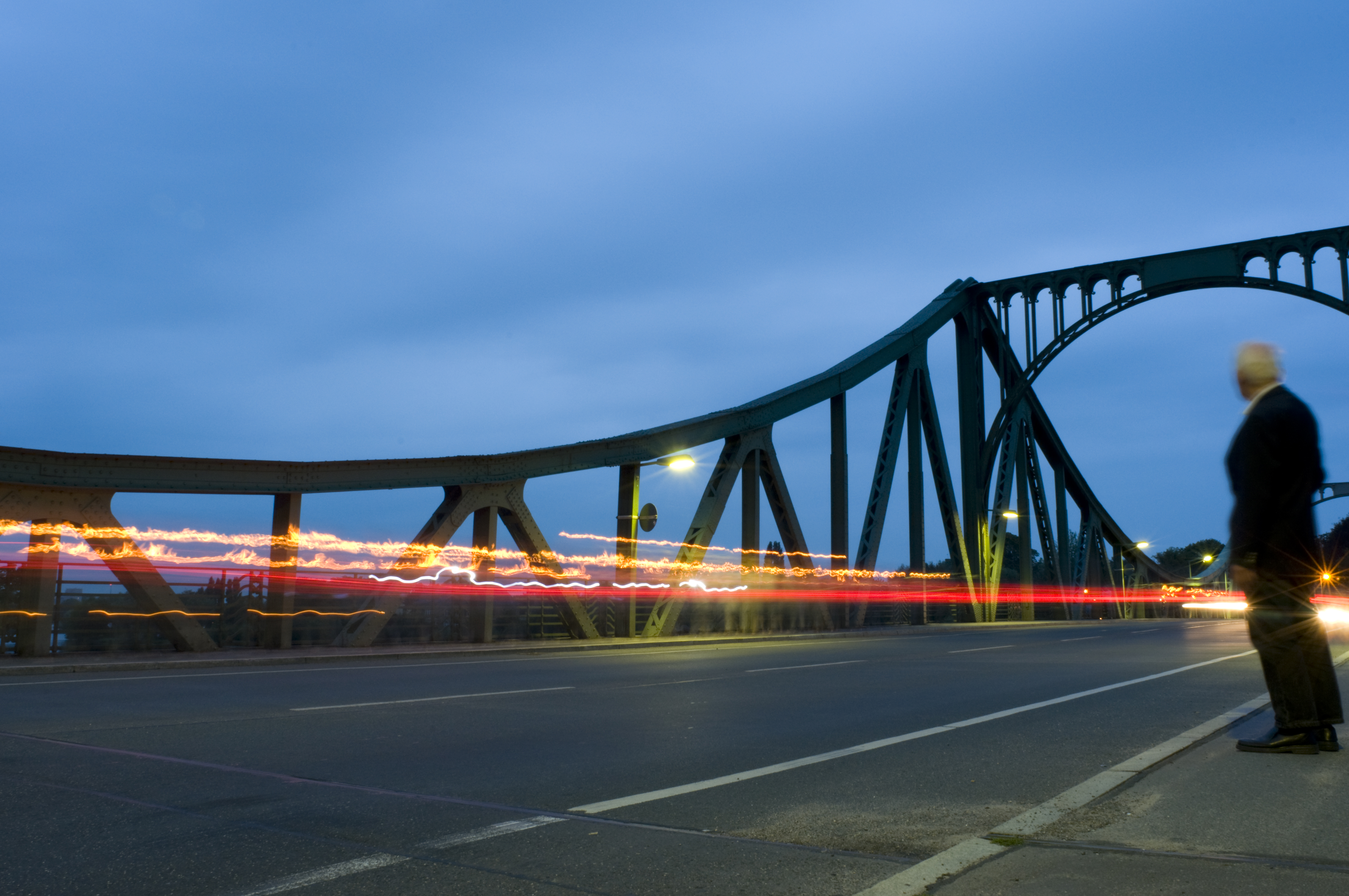
پل گلینیک در شب ، ۱۳ آگوست ۲۰۱۰.
تمبر دویچه پست سال ۱۹۹۸
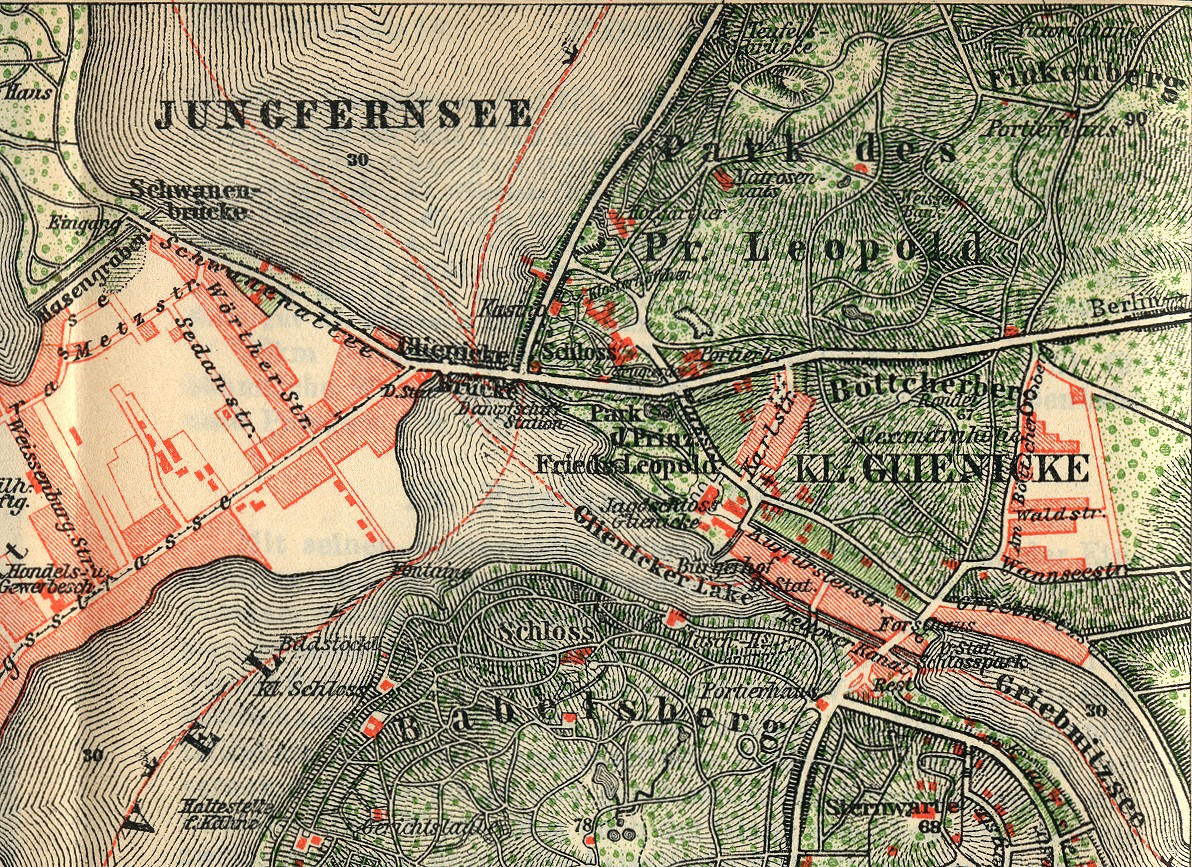
نقشه پل‌ها و دریاچه‌های گلینیک (۱۹۲۱)